# King Cup (Saudi-Arabien)
Der King Cup ist ein seit 1957 ausgetragener Fußball-Pokalwettbewerb für Vereine Saudi-Arabiens.
Erster Gewinner wurde al-Wahda und Rekordsieger ist al-Ahli mit 13 Titeln.

## Sieger
| Jahr      | Sieger            | Ergebnis(se)        | Finalist          |
| --------- | ----------------- | ------------------- | ----------------- |
| 1957      | al-Wahda          | 4:0                 | al-Ittihad        |
| 1958      | al-Ittihad        | 3:0                 | al-Wahda          |
| 1959      | al-Ittihad        | 2:0                 | al-Wahda          |
| 1960      | al-Ittihad        | 3:0                 | al-Wahda          |
| 1961      | al-Hilal          | 3:2                 | al-Wahda          |
| 1962      | al-Ahli           | 1:0                 | al-Riyadh         |
| 1963      | al-Ittihad        | 3:0                 | al-Hilal          |
| 1964      | al-Hilal          | 0:0 n. V. 3:1 i. E. | al-Ittihad        |
| 1965      | al-Ahli           | 3:1                 | al-Ettifaq        |
| 1966      | al-Wahda          | 2:0                 | al-Ettifaq        |
| 1967      | al-Ittihad        | 0:0 n. V. 5:3 i. E. | al-Nassr FC       |
| 1968      | al-Ettifaq        | 4:2                 | al-Hilal          |
| 1969      | al-Ahli           | 1:0                 | al-Shabab         |
| 1970      | al-Ahli           | 2:0                 | al-Wahda          |
| 1971      | al-Ahli           | 2:0                 | al-Nassr FC       |
| 1972      | nicht ausgetragen | nicht ausgetragen   | nicht ausgetragen |
| 1973      | al-Ahli           | 2:1                 | al-Nassr FC       |
| 1974      | al-Nassr FC       | 1:0                 | al-Ahli           |
| 1975      | nicht ausgetragen | nicht ausgetragen   | nicht ausgetragen |
| 1976      | al-Nassr FC       | 2:0                 | al-Ahli           |
| 1977      | al-Ahli           | 3:1                 | al-Hilal          |
| 1978      | al-Ahli           | 1:0                 | al-Riyadh         |
| 1979      | al-Ahli           | 4:0                 | al-Ittihad        |
| 1980      | al-Hilal          | 3:1                 | al-Shabab         |
| 1981      | al-Nassr FC       | 3:1                 | al-Hilal          |
| 1982      | al-Hilal          | 3:1                 | al-Ittihad        |
| 1983      | al-Ahli           | 1:0                 | al-Ettifaq        |
| 1984      | al-Hilal          | 4:0                 | al-Ahli           |
| 1985      | al-Ettifaq        | 1:1 n. V. 4:3 i. E. | al-Hilal          |
| 1986      | al-Nassr FC       | 1:0                 | al-Ittihad        |
| 1987      | al-Nassr FC       | 1:0                 | al-Hilal          |
| 1988      | al-Ittihad        | 1:0                 | al-Ettifaq        |
| 1989      | al-Hilal          | 3:0                 | al-Nassr FC       |
| 1990      | al-Nassr FC       | 2:0                 | al-Taawon         |
| 1990–2007 | nicht ausgetragen | nicht ausgetragen   | nicht ausgetragen |
| 2008      | al-Shabab         | 3:1                 | al-Ittihad        |
| 2009      | al-Shabab         | 4:0                 | al-Ittihad        |
| 2010      | al-Ittihad        | 0:0 n. V. 5:4 i. E. | al-Ahli           |
| 2011      | al-Ahli           | 0:0 n. V. 4:2 i. E. | al-Ittihad        |
| 2012      | al-Ahli           | 4:1                 | al-Nassr FC       |
| 2013      | al-Ittihad        | 4:2                 | al-Shabab         |
| 2014      | al-Shabab         | 3:0                 | al-Ahli           |
| 2015      | al-Hilal          | 1:1 n. V. 7:6 i. E. | al-Nassr FC       |
| 2016      | al-Ahli           | 2:1 n. V.           | al-Nassr FC       |
| 2017      | al-Hilal          | 3:2                 | al-Ahli           |
| 2018      | al-Ittihad        | 3:1                 | al-Faisaly        |
| 2019      | al-Taawon         | 2:1                 | al-Ittihad        |
| 2020      | al-Hilal          | 2:1                 | al-Nassr FC       |
| 2021      | al-Faisaly        | 3:2                 | al-Taawon         |
| 2022      | al-Fayha          | 1:1 n. V. 3:1 i. E. | al-Hilal          |
| 2023      | al-Hilal          | 1:1 n. V. 6:5 i. E. | al-Wahda          |
| 2024      | al-Hilal          | 1:1 n. V. 5:4 i. E. | al-Nassr FC       |
| 2025      | al-Ittihad        | 3:1                 | al-Qadisiyah      |

## Rekordsieger
| Platz | Verein      | Anzahl | Siegerjahre                                                                  |
| ----- | ----------- | ------ | ---------------------------------------------------------------------------- |
| 1     | al-Ahli     | 13     | 1962, 1965, 1969, 1970, 1971, 1973, 1977, 1978, 1979, 1983, 2011, 2012, 2016 |
| 2     | al-Hilal    | 11     | 1961, 1964, 1980, 1982, 1984, 1989, 2015, 2017, 2020, 2023, 2024             |
| 3     | al-Ittihad  | 10     | 1958, 1959, 1960, 1963, 1967, 1988, 2010, 2013, 2018, 2025                   |
| 4     | al-Nassr FC | 6      | 1974, 1976, 1981, 1986, 1987, 1990                                           |
| 5     | al-Shabab   | 3      | 2008, 2009, 2014                                                             |
| 6     | al-Ettifaq  | 2      | 1968, 1985                                                                   |
|       | al-Wahda    | 2      | 1957, 1966                                                                   |
| 8     | al-Taawon   | 1      | 2019                                                                         |
|       | al-Faisaly  | 1      | 2021                                                                         |
|       | al-Fayha    | 1      | 2022                                                                         |